# معامل كيل

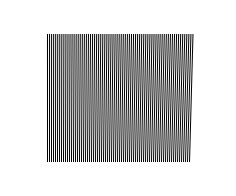
عند 0.5 دورة / بكسل ، حد Nyquist ، يعتمد اتساع الإشارة على الطور ، كما هو مرئي من خلال المنحنيات الثلاثة ذات اللون الرمادي المتوسط حيث تخرج الإشارة بمقدار 90 درجة عن الطور مع البكسل.

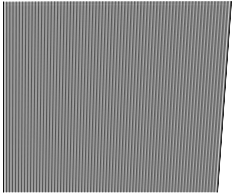
عند 0.33 دورة / بكسل ، 0.66 ضعف حد نيكويست ، يمكن الحفاظ على السعة إلى حد كبير بغض النظر عن المرحلة. لا تزال بعض القطع الأثرية مرئية ، لكنها صغيرة.

معامل كيل ، الذي سمي على اسم مهندس RCA Raymond D. Kell ، هو معامل يستخدم للحد من عرض النطاق الترددي لإشارة صورة مأخوذة من عينات لتجنب ظهور أنماط تردد الضرب عند عرض الصورة في جهاز عرض منفصل، وعادة ما تؤخذ على أنها 0.7. تم قياس الرقم لأول مرة في عام 1934 بواسطة Raymond D. Kell وزملاؤه على أنه 0.64 ولكنه تعرض للعديد من التنقيحات نظرًا لأنه يعتمد على إدراك الصورة، وبالتالي فهو شخصي، وليس مستقلاً عن نوع العرض. تم تنقيحه لاحقًا إلى 0.85 ولكن يمكن أن يكون أعلى من 0.9، عند استخدام المسح الضوئي بالبكسل الثابت (على سبيل المثال، CCD أو CMOS) وشاشات البكسل الثابتة (على سبيل المثال، LCD أو البلازما)، أو منخفضة مثل 0.7 لمسح مسدس الإلكترون.

## نبذة
من منظور مختلف، يعرف عامل Kell الدقة الفعالة لجهاز العرض المنفصل نظرًا لأنه لا يمكن استخدام الدقة الكاملة دون تدهور تجربة المشاهدة. ستعتمد دقة العينة الفعلية على حجم البقعة وتوزيع الكثافة. بالنسبة لأنظمة مسح مدفع الإلكترون، فإن البقعة عادة ما يكون لها توزيع كثافة غاوسي. بالنسبة إلى أجهزة CCD ، يكون التوزيع مستطيلًا إلى حد ما، ويتأثر أيضًا بشبكة أخذ العينات والتباعد بين وحدات البكسل.
يُذكر أحيانًا وجود عامل كيل بشكل غير صحيح لحساب تأثيرات التشابك. لا يؤثر التداخل في حد ذاته على عامل Kell ، ولكن نظرًا لأنه يجب ترشيح الفيديو المتشابك بتمرير منخفض (أي ضبابي) في البعد الرأسي لتجنب التشويش المكاني والزماني (أي تأثيرات الخفقان)، يُقال أن عامل Kell للفيديو المتشابك هو حوالي 70٪ من الفيديو التدريجي بنفس دقة خط المسح.

## مشكلة تردد الإيقاع
لفهم كيفية حدوث التشويه، النظر في عملية خطية مثالية من أخذ العينات إلى العرض. عندما يتم أخذ عينات من الإشارة على التردد الذي هو على الأقل ضعف تردد Nyquist ، يمكن إعادة بنائها بالكامل عن طريق الترشيح منخفض المرور حيث أن أطياف التكرار الأولى لا تتداخل مع أطياف baseband الأصلية. في العروض المنفصلة، إشارة الصورة ليست منخفضة الترشيح حيث أن العرض يأخذ قيم منفصلة كمدخلات، أي أن الإشارة المعروضة تحتوي على جميع أطياف التكرار. إن قرب أعلى ترددات إشارة الأساس من أدنى ترددات أطياف التكرار الأولى يحفز نمط التردد الضربي. النمط الذي يشاهد على الشاشة يمكن أن يكون في بعض الأحيان مشابها لنمط موريه. معامل كيل هو التخفيض الضروري في عرض النطاق الترددي للإشارة بحيث لا يتم تصور أي ترددات ضاربة من قبل المشاهد.

## أمثلة
- تمثيلي 625 سطرًا (على سبيل المثال، 50 Hz PAL) الصورة التلفزيونية مقسمة إلى 576 خطًا مرئيًا من الأعلى إلى الأسفل. افترض أن بطاقة بها خطوط أفقية سوداء وبيضاء موضوعة أمام الكاميرا. الدقة الرأسية الفعالة لنظام التلفزيون تساوي أكبر عدد من الخطوط التي يمكن أن تكون ضمن ارتفاع الصورة وتظهر على هيئة خطوط فردية. نظرًا لأنه من غير المحتمل أن تتوافق الخطوط بشكل مثالي مع الخطوط الموجودة على مستشعر الكاميرا، فإن الرقم أقل قليلاً من 576. باستخدام عامل Kell 0.7، يمكن تحديد الرقم ليكون 0.7 × 576 = 403.2 سطر من الدقة.
- يمكن استخدام عامل كيل لتحديد الدقة الأفقية المطلوبة لمطابقة الدقة الرأسية التي يحققها عدد معين من خطوط المسح. لـ 576i عند 50 هرتز، نظرًا لنسبة العرض إلى الارتفاع 4: 3، يجب أن تكون الدقة الأفقية المطلوبة 4/3 أضعاف الدقة الرأسية الفعالة، أو (4/3) × 0.7 × 576 = 537.6 بكسل لكل خط. علاوة على ذلك، نظرًا لأن 537.6 بكسل تساوي 268.8 دورة كحد أقصى لنمط بكسل متناوب، وتعطي 576i 50 تتمتع Hz بفترة خط نشطة تبلغ 52μs ، وتتطلب إشارة النصوع الخاصة بها عرض نطاق ترددي قدره 268.8 / 52 = 5.17 ميغا هيرتز.
- عامل كيل ينطبق بالتساوي على الأجهزة الرقمية. باستخدام عامل Kell البالغ 0.9، فإن نظام فيديو 1080p HDTV باستخدام كاميرا CCD وشاشة LCD أو شاشة بلازما سيكون لها 1728 × 972 سطرًا من الدقة فقط.

## تاريخ
| مصدر                          | عامل كيل | عامل كيل |
| ----------------------------- | -------- | -------- |
| كيل، بيدفورد وترينر (1934)    | 0.64     |          |
| ميرتز آند جراي (1934)         | 0.53     |          |
| ويلر ولوغرين (1938)           | 0.71     |          |
| ويلسون (1938)                 | 0.82     |          |
| كيل، بيدفورد وفريدندال (1940) | 0.85     |          |
| بالدوين (1940)                | 0.70     |          |